# They All Kissed the Bride
They All Kissed the Bride, in Nederland uitgebracht onder de titels De Getemde feeks, Elk op z'n beurt en En hij kuste maar, is een film uit 1942 onder regie van Alexander Hall. De film heeft Joan Crawford in de hoofdrol, die voor de film door Metro-Goldwyn-Mayer uitgeleend werd aan Columbia Pictures. Crawford verving actrice Carole Lombard, die eigenlijk de rol zou spelen, maar vlak voordat het filmen begon overleed in een vliegtuigongeluk.
De film gaat over Margaret Drew, een eigenwijze eigenaar van een transportbedrijf die kritiek krijgt van een auteur. Margaret heeft het normaal te druk voor mannen, maar wordt verliefd op een bezoeker van haar zusters bruiloft. Deze blijkt echter de gehate schrijver te zijn.

## Rolverdeling
| Acteur         | Personage      |
| -------------- | -------------- |
| Joan Crawford  | Margaret Drew  |
| Melvyn Douglas | Michael Holmes |
| Roland Young   | Marsh          |
| Billie Burke   | Mrs. Drew      |
| Allen Jenkins  | Johnny Johnson |
| Mary Treen     | Susie Johnson  |